# Kedelhuset
Kedelhuset er et spillested med livemusik og andre kulturelle oplevelser, indrettet i historiske bygninger på Silkeborgs gamle papirfabrikområde.
I Kedelhuset blev der i årene 2007 - 2013 drevet en international højskole, Performers House.
I denne tid samledes en frivillig arrangør-gruppering med den kulturelle entreprenør og komponist Mike Hecchi i spidsen, der så et stort potentiale i højskolens black box-scene og benævnte stedet Kedelhuset. Det blev til mange koncerter med tidens prominente navne som When Saints Go Machine, Turboweekend, Lucy Love, De Eneste To, The Sexican, Wong Boys, Spleen United, Peter Sommer med flere. Samt en international elektronisk musikfestival No.9. 
Byrådet besluttede i 2014 at drive højskolens black box-scene videre som spillested.
I efteråret 2015 indviede byen 'Kedelhuset' efter en større ombygning, hvor faciliteterne var blevet opgraderet til et moderne spillested. Visionen er at stedet markerer sig regionalt med et kvalitetsrepertoire, der spænder vidt og både tiltrækker lokalt og udenbys publikum.
Silkeborg bys foreningsmiljø sætter sit præg på spillestedet. En række bookere fra foreninger som Frokostjazzen, Musikrampen, Kulturformidlingen, Upcome og B'sharp sørger for koncerter indenfor et bredt spekter af genrer, og andre foreninger arrangerer både teater, stand-up og koncerter med populære navne.